# Hans Stalder (Schriftsteller, 1921)
Hans Stalder, eigentlich Johannes Stalder-Kaderli (* 28. Dezember 1921 in Solothurn; † 2. Oktober 2017), war ein Schweizer Mundartschriftsteller.

## Leben
Hans Stalder hat neben seinem «Brotberuf» als Zivilstandsbeamter vor allem Theaterstücke in Berner Mundart geschrieben.
Er lebte bis zu seinem Lebensende in Ittigen bei Bern und war Mitglied des Berner Schriftstellervereins (BSV). Hans Stalder verstarb am 2. Oktober 2017 im Alter von 96 Jahren.

## Auszeichnungen
- 1953 2. Preis beim Dramenwettbewerb des Berner Heimatschutztheaters
- 1957 1. Preis beim Wettbewerb der Bernischen Gesellschaft für das Volkstheater (BVGT)
- 1967 Literaturpreis der Stadt Bern
- 1992 Literaturpreis der Stiftung Kreatives Alter, Zürich
- 1996 Werkpreis der Stiftung zur Förderung der bernischen Mundartdramatik

## Werke

### Prosa
- Stockere–Bärn u wider zrugg. Geschichten. Schaer, Thun 1987
- Der Hochzytmacher. Roman. Fischer Media, Münsingen 1989
- Annemarie. Erzählungen. Fischer Media, Münsingen 1990
- Sibe roti Rose. Erzählungen. Fischer Media, Münsingen 1991

### Theaterstücke
- Grauholz. Mundartspiel aus der Zeit vom Untergang des alten Bern. Francke, Bern 1954
- Himmelsposcht. Sauerländer, Aarau 1957
- Dräck am Stäcke. Volksverlag, Elgg 1957
- ... alle für einen. Bundesfeierspiel. Elgg, 1959
- Spätherbscht. Sauerländer, Aarau 1964
- Underwägs. Berndeutscher Totentanz. UA: Glarus 1965; Fischer, Münsingen 1966
- E Maa im beschte Alter, UA: Glarus 1967; Fischer, Münsingen 1968
- Goldige Bode. Festspiel. Fischer, Münsingen 1969
- Chrüzworträtsel, UA: Glarus 1969; Fischer, Münsingen 1969
- Buur ohni Land, UA: Toffen 1990
- Grotto Siesta, UA: 1990
- Gounerparade, UA: 1990
- Ittiger Schärmespil, UA: Ittigen 1993
- Utopia, UA: Wohlen 1997
- Fabius und Fabienne, UA: 1997
- Hallo Grosi, UA: Bern 1998
- Neus Läbe i der Rosenou, UA 1998
- Für was no?, UA: Jegenstorf 1999
- Papillon, UA: Grengiols 2003
- Syt einig! 1. Augustspiel, 2003
- Wär het d 1.Ougschtered gstole?, 2004

### Hörspiele/Radiosendungen
- Himmelsposcht. Sketches. Schweizer Radio DRS, 1957
- Michael Schüpbach.Hörspiel-Bearbeitung. DRS, 1969
- Tür a Tür. Hörspiel-Mundartfassung eines Stücks von Horst Pillau. DRS, 1969